# 中国（湖北）自由贸易试验区
中国（湖北）自由贸易试验区（英語：China (Hubei) Pilot Free Trade Zone，简称湖北自贸区）是中国大陆第三批自由贸易园区之一，于2016年8月由国务院批复，2017年4月正式挂牌成立。湖北自贸区涵盖武汉、宜昌、襄阳三个片区。

## 历史
2016年8月，湖北获得国务院批准，成为全国第三批自贸区。

2016年10月，湖北省商务厅将《中国（湖北）自由贸易试验区总体方案》上报商务部，包括涉及50余家省直单位、中央驻汉机构等，以及武汉、宜昌、襄阳三市共200多项改革试验任务。

2017年3月15日，国务院印发《中国（湖北）自由贸易试验区总体方案的通知》

2017年4月1日，湖北自贸区在武汉正式挂牌，由省委书记蒋超良揭牌。

## 定位目标
根据国务院批复设立的《中国（湖北）自由贸易试验区总体方案》，要以制度创新为核心，立足中部、辐射全国、走向世界，成为中部有序承接产业转移示范区、战略性新兴产业和高技术产业集聚区、全面改革开放试验田和内陆开放新高地。以落实中央关于中部地区有序承接产业转移、建设一批战略性新兴产业和高技术产业基地的要求，发挥其在实施中部崛起战略和推进长江经济带建设中的示范作用。

## 区域功能
自贸试验区的实施范围119.96平方公里，涵盖三个片区：武汉片区70平方公里，以中国光谷为主体（涵盖武汉东湖综合保税区5.41平方公里、光谷生物城、未来科技城、光谷中心城、光电子信息产业园、光谷现代服务业园、光谷智能制造产业园等七个园区）。其中，东湖综保区全部纳入自贸区范围，光谷生物城、未来科技城、光谷中心城、电子信息产业园、光谷现代服务业园、光谷智能制造产业园是部分区域。宜昌片区27.97平方公里，涵盖宜昌高新区东山园区和生物产业园区。襄阳片区21.99平方公里（含位于襄阳高新区的襄阳保税物流中心〔B型〕0.281平方公里）和襄阳经济技术开发区部分区域。

### 武汉片区
武汉片区重点发展新一代信息技术、生命健康、智能制造等战略性新兴产业和国际商贸、金融服务、现代物流、检验检测、研发设计、信息服务、专业服务等现代服务业。

### 宜昌片区
宜昌片区重点发展先进制造、生物医药、电子信息、新材料等高新产业及研发设计、总部经济、电子商务等现代服务业。

### 襄阳片区
襄阳片区重点发展高端装备制造、新能源汽车、大数据、云计算、商贸物流、检验检测等产业。